# Ars subtilior

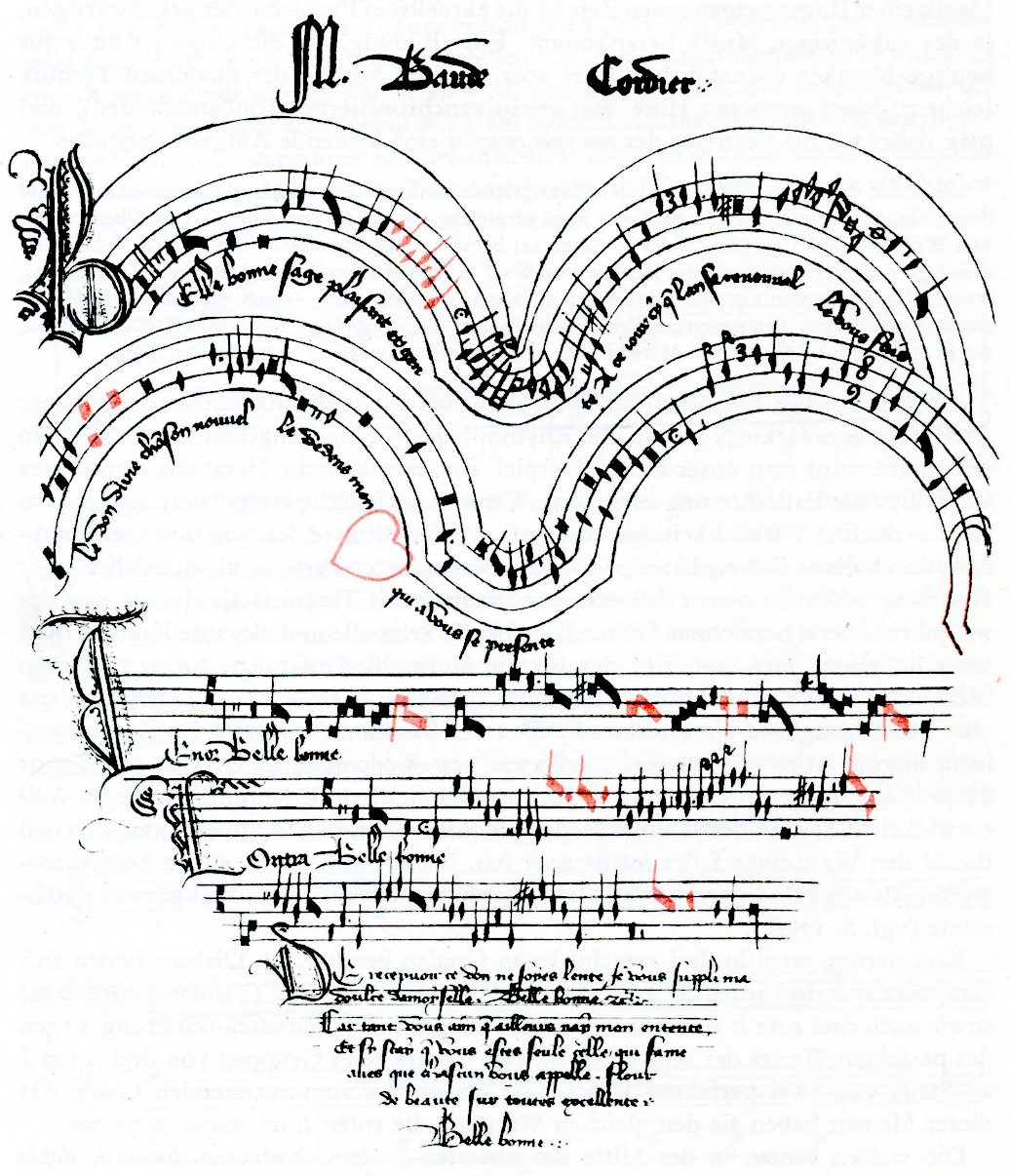
Рондо́ Бода Кордье «Belle bonne» (ок. 1400), нотированное в форме сердечка. Факсимиле из Кодекса Шантийи, Musée Conde 564, f.11v. Использована одновременно чёрная, белая и красная нотация.

Ars subtilior (лат. «утончённое искусство», то есть особенно изысканная техника <композиции>) — период в западноевропейской, преимущественной французской, музыке после смерти Машо приблизительно до 20-х годов XV века. В историографии рассматривается как переходный период от средневековой музыки к ренессансной.

## Общая характеристика
Многоголосные сочинения Ars subtilior отличаются исключительной изысканностью нотации, ритма и гармонии и нередко рассматриваются как феномен музыкального маньеризма. Термин Ars subtilior для обозначения исторического периода, непосредственно примыкающего к периоду Ars nova, предложен в 1960 году Урсулой Гюнтер.
Творцы «утончённого» искусства трудились при королевских дворах в Париже при Карле V (1364-80) и Карле VI (1380—1422), на Пиренейском полуострове (в Арагоне и Кастилии), при дворе Януса на Кипре (1410–1420), в папской капелле Авиньона, в Италии. Большая их часть известна только по скудным атрибуциям нескольких пьес в нотных рукописях (в ряде случаев это даже не имена, а прозвища); никаких иных биографических фактов не сохранилось. Многие сочинения (в том числе весьма популярные в современных интерпретациях) безымянны.
Известные по имени композиторы Ars subtilior:
- Иоанн Чико́ния (Johannes Ciconia, ранние сочинения)
- Сола́ж (Solage)
- Жако́б де Сенле́ш (Jacob de Senleches[2])
- Матте́о Перуджийский (Matteo da Perugia, Matheus de Perusio)
- Антонелло из Казерты (Antonello dа Caserta)
- Филиппокт из Казерты (Philippoctus dа Caserta)
- Па́оло Флорентийский (Paolo da Firenze)
- Жан Вайя́н (Jean Vaillant)
- Жан Галио́ (Jean Galiot)
- Бод Кордье (Baude Cordier)
- Магистр Захария (Magister Zacharias, возможно он же — Захар Терамский)
- Гасье́н Рейно́ (Gacian Reyneau)
- Жан Кювелье́ (Johannes Cuvelier; ошибочно Кюнелье, Cunelier)
- Жан-Симон Аспруа́ (Johannes Simon Hasprois)
- Матьё де Сен-Жан (Matheus de Sancto Johanne, Mayshuet)[3]
- Требо́р (Trebor, анаграмма имени «Роберт»)
- Грима́с (Grimace)
- Борле́ (Borlet)
- Жан Сюзе́ (Johannes Susay)
- Жан Сезари́ (Johannes Cesaris, ранние сочинения)
- Жиль Велю́ (Giles Velut, предположительный автор большинства пьес кипрской / туринской рукописи)

## Творчество
Сочинения Ars subtilior представляют собой по преимуществу светскую музыку в небольших по размеру стихотворных «твердых формах», которые были развиты во французской культуре Арс нова (баллада, рондо́, виреле). Реже встречается мотет, в том числе изоритмический. Из итальянского Треченто (особенно из каччи) сочинения Ars subtilior позаимствовали звукоизобразительность (главным образом, подражание пению птиц). Изысканная ритмика (смены мензуры, полиметрия, синкопы, гокет) и модально-хроматическая гармония представляют трудность для музыковедческих толкований (особенно с учётом неоднозначности их оригинальной нотации, чреватой ошибками расшифровки), а от современных исполнителей требуют строгой ансамблевой дисциплины и точности вокального интонирования. Тематика большинства стихов — куртуазная лирика с традиционными эпитетами, метафорами и другими клише труверской поэзии. Ряд сочинений южнофранцузского происхождения посвящён экзотической теме курения (по-видимому, гашиша и опиума, завезённого крестоносцами с Востока, поскольку табак ещё не был известен). Из наиболее показательных:
- Adieu vous di (анонимная баллада)
- A l’arme a l’arme[4] (виреле Гримаса)
- Fumeux fume (рондо Солажа)[5]
- Hé tres doulz roussignol (виреле Борле)
- La harpe de melodie (виреле Сенлеша)
- Or sus vous dormés trop (анонимное виреле)[6]
- Par maintes foys (виреле Жана Вайяна)
- Puisque je suis fumeux (баллада Аспруа)
- Se Galaas et le puissant Artus (баллада Кювелье)
- Are post libamina/Nunc surgunt (мотет Матье де Сен-Жана)
- A virtutis ignicio/Ergo beata/Benedicta (панизоритмический мотет Жана Сезари)

## Рукописи Ars subtilior
- Кодекс из Шантийи́ (Musée Condé, 112 пьес, основной нотный источник; RISM: F-CH 564)
- Кодекс из Ивре́и (Biblioteca Capitolare)
- Моденский кодекс (Biblioteca Estense e Universitaria; RISM: I-MOe α.M.5.24)
- Кодекс Манчини (Лукка, Archivio di Stato, ms. 184)
- Рукопись из Апта (Bibliothèque municipale)
- Туринский кодекс (Biblioteca Nazionale Universitaria, J.II.9; кипрского происхождения; 102 баллады, 43 рондо, 21 виреле; все пьесы анонимны)

Сочинения в стиле Ars subtilior входят также в состав некоторых других рукописей более широкого стилистического охвата: в знаменитый лондонский Old Hall Manuscript, в оксфордский манускрипт Бодлианской библиотеки GB-Ob Canonici misc.213, в Кодекс из Фаэнцы (Biblioteca Communale, интабуляции музыки Ars nova для клавира) и др.

## Издания музыки Ars subtilior
- Early fifteenth-century music, ed. G.Reaney // Corpus mensurabilis musicae 11 (1955)
- The Cypriot-French repertory of the manuscript Torino, Biblioteca Nazionale, J.II.9, ed. R.H. Hoppin // Corpus mensurabilis musicae 21 (1960-63)
- The motets of the manuscripts Chantilly, Musée condé, 564 (olim 1047) and Modena, Biblioteca Estense, a. M. 5, 24 (olim lat. 568) // Corpus mensurabilis musicae 39 (1965) (мотеты из моденского кодекса и кодекса Шантийи)
- French secular music of the 14th century, ed. W.Apel // Corpus mensurabilis musicae 53 (1970-72; в том числе кодекс Шантийи, кроме мотетов)
- French secular music: Manuscript Chantilly, Musée Condé 564, ed. G.K. Greene // Polyphonic Music of the Fourteenth Century, vls. 18-19 (Monaco, 1981-2) (весь кодекс Шантийи)
- The Lucca Codex: Codice Mancini <…> introductory study and facsimile edition. A cura di John Nádas e Agostino Ziino. Lucca, 1990
- Il codice J.II.9 (Torino, Biblioteca nazionale universitaria). Facsimile, a cura di K.Kugle, I.Data, A.Ziino. Lucca, 1999

## Дискография
- Раздел веб-сайта medieval.org
- Комплект Songs of the Chantilly Codex (2015) в исполнении Ансамбля Феррара содержит 4 ранее выпущенных CD преимущественно с репертуаром Ars subtilior: Balades a III chans (1994), Fleurs de vertus (1996), En doulz chastel de Pavie (1997), Corps femenin (2000).